# You're Gonna Get Love
 (janvier 2017).
Albums de Keren Ann
101
(2011)
You're Gonna Get Love est le septième album de Keren Ann. Il est sorti en mars 2016. Renaud Letang produit et mixe l'album. L'enregistrement a lieu aux Studios Ferber. La photo de couverture est réalisée par Amit Israëli.
Parmi d'autres, Keren Ann dédie cet album à son père Dan Zeidel : "In memory of my father, Dan Zeidel, the greatest man I’ve ever known.".

## Liste des morceaux
Toutes les chansons sont écrites et composées par Keren Ann Zeidel.
| No  | Titre                                          | Durée |
| --- | ---------------------------------------------- | ----- |
| 1.  | You're Gonna Get Love                          | 3:31  |
| 2.  | Bring Back                                     | 5:01  |
| 3.  | The Separated Twin                             | 3:40  |
| 4.  | Insensible World                               | 3:39  |
| 5.  | Where Did You Go?                              | 3:58  |
| 6.  | Easy Money                                     | 3:30  |
| 7.  | My Man Is Wanted but I Ain't Gonna Turn Him In | 3:45  |
| 8.  | You Knew Me Then                               | 4:30  |
| 9.  | Again and Again                                | 4:05  |
| 10. | The River That Swallows All the Rivers         | 3:45  |
| 11. | You Have It All to Lose                        | 3:53  |